# Marine égyptienne
La marine égyptienne est l'ensemble des forces navales de l'Égypte. C'est la composante la plus faible des Forces armées égyptiennes. Elle assure la protection des 2 000 kilomètres de côtes de l'Égypte sur la mer Méditerranée et la mer Rouge, et le contrôle du canal de Suez.

## Historique

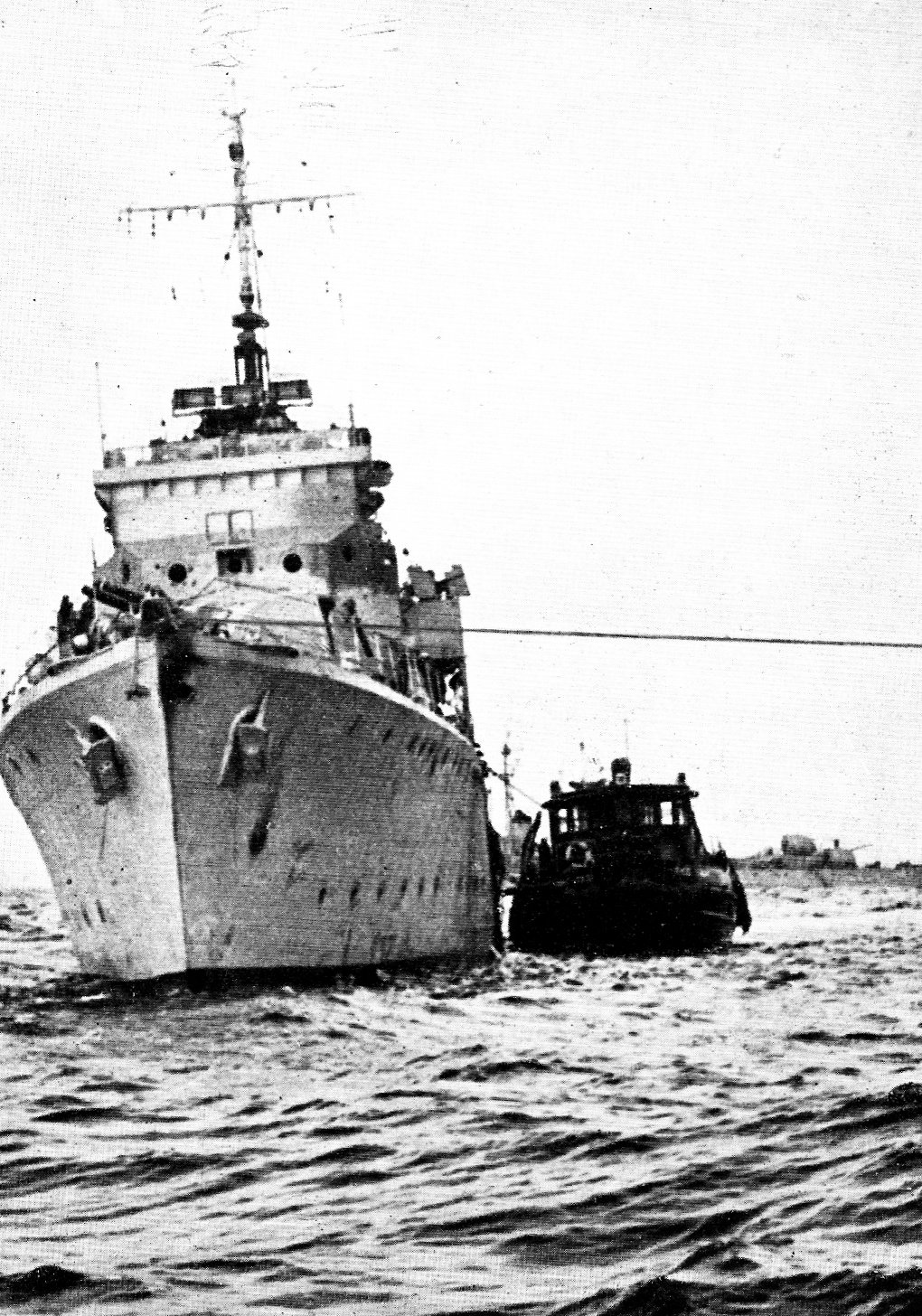
Le destroyer d'escorte touché par la marine française puis capturé par les forces israéliennes durant la crise de Suez.

Le 22 octobre 1948 pendant la guerre d'indépendance d'Israël, durant la bataille d'El-Magdel, un canot israélien rempli d'explosifs frappe au large Ashdod la frégate Emir Farouk, navire amiral de la Marine égyptienne, qui coule corps et biens en quatre minutes.
Durant la crise de Suez, dans la nuit du 29 au 30 octobre 1956, l'escorteur d'escadre Kersaint de la marine nationale française engage le combat contre le destroyer égyptien Ibrahim el Awal au large d'Haïfa. L’escorteur français sort victorieux de cette confrontation en tirant 65 coups de 127 mm tirs d’artillerie dont seulement cinq ont touché le bâtiment égyptien. Celui-ci est ensuite attaqué par l'aviation puis la marine israélienne qui réussissent à le capturer le 30 octobre.
La présence de la Sixième flotte des États-Unis à Alexandrie, officiellement envoyée afin d’évacuer les ressortissants étrangers présents, a empêché le bombardement de la flotte égyptienne par la flotte franco-britannique comprenant cinq porte-avions (dont les français Arromanches et La Fayette).
Le 2 novembre 1956, le destroyer El-Nasr et l'escorteur Tarek tentèrent de s'approcher de l’Arromanches mais durent à leur tour faire retraite derrière un rideau de fumée pour échapper à l'aviation,.
La première attaque de missiles antinavire a eu lieu le 21 octobre 1967 vers 17 h 30 lorsque deux missiles P-15 Termit (code OTAN : SS-N-2 Styx) tiré par une vedette lance-missiles de classe Komar de la marine égyptienne tiré depuis le port de Port-Saïd touchèrent le destroyer Eilat de la marine israélienne à 14,5 milles marins de distance. Une autre salve de deux missiles tiré par une seconde vedette acheva le destroyer une heure et quart après le premier tir.
Le 9 octobre 1973 pendant la bataille de Damiette lors de la guerre du Kippour, trois patrouilleurs lance-missiles de classe Osa I furent coulés par la marine israélienne.

## Flotte
En 2002, elle comptait 18 500 hommes (dont 2 000 dans les garde-côtes) et sa flotte totalisait 40 430 tonnes. Elle est aujourd’hui[Quand ?] la septième force navale en nombre avec 316 bâtiments de guerre en service.

### Porte-hélicoptères amphibie
Les deux navires de la classe Mistral qui devaient initialement être vendus à la marine russe sont achetés le 23 septembre 2015 par l'Égypte. La livraison des deux navires à l'Égypte se fait pour l'un en juin, pour l'autre en septembre, après une formation en France de militaires égyptiens qui commence en février 2016. Pour les équiper, 46 Ka-52K ont été commandés par l'Égypte.
| no coque | Nom                | Construction     | Lancement       | Mise en service   | Base navale |
| -------- | ------------------ | ---------------- | --------------- | ----------------- | ----------- |
| L1010    | Gamal Abdel Nasser | 1er février 2012 | 15 octobre 2013 | 2 juin 2016       | Safaga      |
| L1020    | Anouar el Sadate   | 18 juin 2013     | 21 octobre 2014 | 16 septembre 2016 | Alexandrie  |

### Frégates

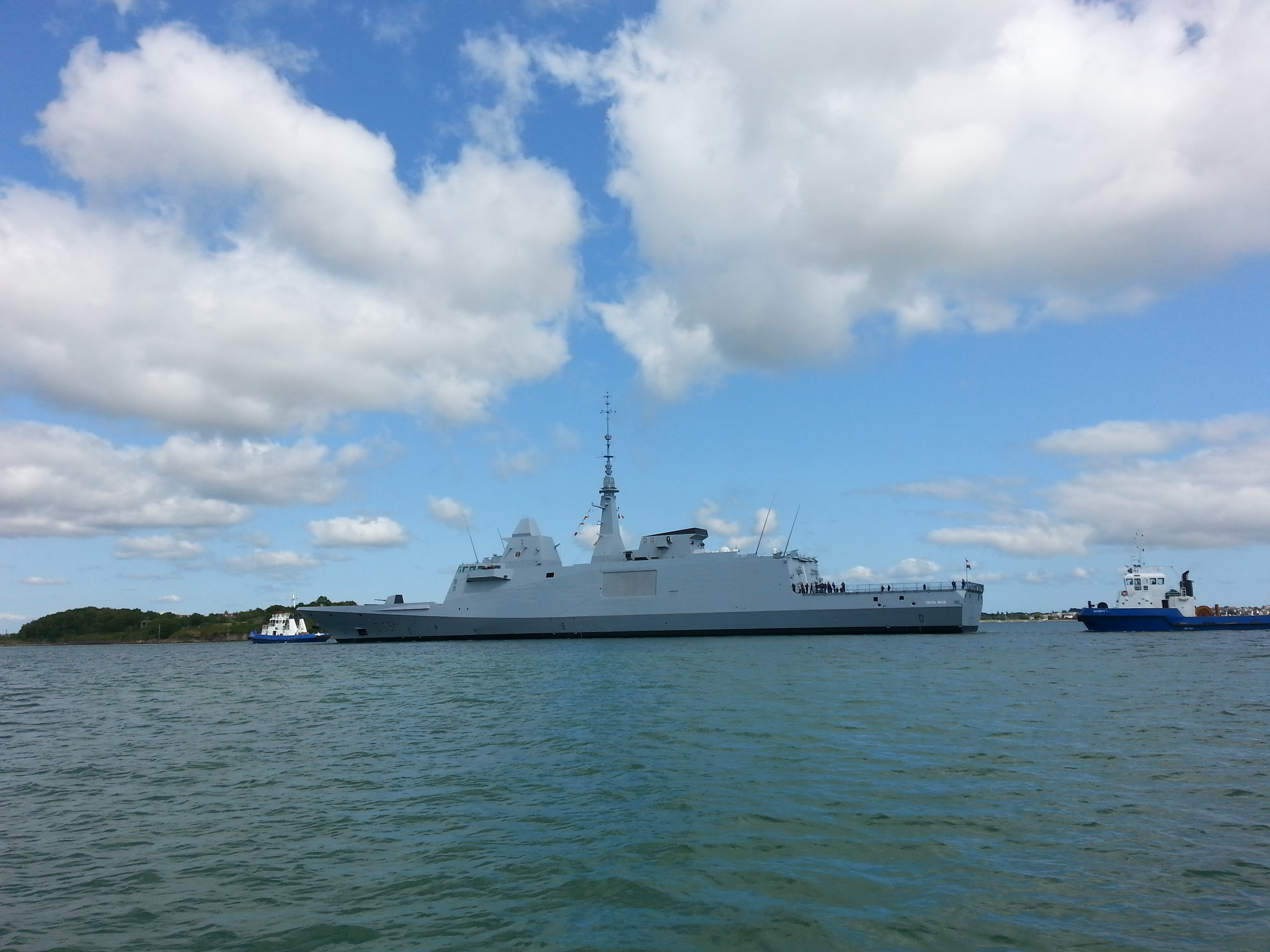
Frégate Tahya Misr à Lorient (2 juillet 2015)

- 1 frégate de la classe Aquitaine, achetée à la France en 2015 : Tahya Misr

| N°   | Nom        | Construction | Lancement      | Réception       | Mise en service |
| ---- | ---------- | ------------ | -------------- | --------------- | --------------- |
| 1001 | Tahya Misr | ASM          | 8 octobre 2009 | 18 octobre 2012 | 23 juin 2015    |

- 2 frégates de la classe Bergamini achetée à l'Italie en 2020

| N°   | Nom       | Lancement        | Mise en service | Provenance       | Base       |
| ---- | --------- | ---------------- | --------------- | ---------------- | ---------- |
| 1002 | Al-Galala | 15 Decembre 2015 | 26 Janvier 2019 | Marine Italienne | Alexandrie |
| 1003 | Bernees   | 25 Janvier 2018  | 25 Janvier 2019 | Marine italienne | Alexandrie |

- 4 frégates de la classe Oliver Hazard Perry (plus communément appelées OHP)

| N°   | Nom            | Lancement | Mise en service | Provenance            | Base |
| ---- | -------------- | --------- | --------------- | --------------------- | ---- |
| F901 | Sharm El-Sheik | 1982      | 1998            | Marine des États-Unis |      |
| F906 | Toushka        | 1982      | 1998            | Marine des États-Unis |      |
| F911 | Alexandria     | 1982      | 1996            | Marine des États-Unis |      |
| F916 | Taba           | 1981      | 1996            | Marine des États-Unis |      |

- 2 frégates de la classe Knox

| N°   | Nom     | Lancement | Mise en service | Provenance            | Base |
| ---- | ------- | --------- | --------------- | --------------------- | ---- |
| F961 | Dumyat  | 1973      | 1994            | Marine des États-Unis |      |
| F962 | Rasheed | 1974      | 1994            | Marine des États-Unis |      |

### Corvettes
- 2 corvettes lance-missiles de la classe El Suez qui sont en fait des navires espagnols Classe Descubierta.

| no    | Nom        | Mise sur cales   | Mise à l'eau    | Mise en service | Désarmée | Provenance                             | Base |
| ----- | ---------- | ---------------- | --------------- | --------------- | -------- | -------------------------------------- | ---- |
| F-941 | El Suez    | 1er octobre 1979 | 28 février 1984 | 21 août 1984    |          | Ex-corvette espagnole Centinela (F-37) |      |
| F-946 | El Aboukir | 18 août 1980     | 31 juillet 1984 | 27 octobre 1984 |          | Ex-corvette espagnole Serviola (F-38)  |      |

- 4 corvettes Classe Gowind de 2 400 tonnes commandées à la France début 2014 avec possibilité d'en commander deux supplémentaires[11].

| Type        | no  | Nom            | Mise sur cales | Mise à l'eau      | Mise en service   | Désarmée | Base navale | Destination |
| ----------- | --- | -------------- | -------------- | ----------------- | ----------------- | -------- | ----------- | ----------- |
| Gowind 2500 | 971 | El Fateh       | 15 avril 2015  | 19 septembre 2016 | 22 septembre 2017 |          |             |             |
| Gowind 2500 | 976 | Port Said      | 16 avril 2016  | mai 2018          | 11 janvier 2021   |          |             |             |
| Gowind 2500 | 981 | Al Moez        | juillet 2018   | 12 mai 2019       | 2022              |          |             |             |
| Gowind 2500 | 4   | Louxor Ismaili | 2019           | 14 mai 2020       | 2023              |          |             |             |

### Patrouilleurs
- Patrouilleurs de classe Osa et de classe Ramadan
- Trois de la classe Cyclone transférés le 21 mars 2023[15].

### Vedettes rapides
- Sea Spectre
- Classe PCC

### Sous-marins classiques
- Quatre sous-marins de Type 209-1400 allemands, commandés en 2011 et 2015, fabriqués par les chantiers TKMS de Kiel ont été livrés en 2016 (S41), 2017 (S42), 2020 (S43) et 2021 (S44)[16].
- Quatre sous-marins de la Classe Romeo soviétiques retirés du service.